# 仁裕
仁裕（?—?），甘州回鹘可汗。可汗仁美的兄弟，又名阿咄欲。被五代朝廷封为顺化可汗、奉化可汗。

## 生涯
同光四年（926年），阿咄欲继位，遣使到后唐贡名马。天成三年（928年）二月，仁裕称权知可汗，遣都督李阿山等一百二十人向明宗李嗣源入贡，明宗在崇元殿召对。三月，李嗣源命使册仁裕为「顺化可汗」。四年（929年），仁裕又遣都督掣拨等五人来后唐，李嗣源授掣拨等怀化司戈，遣命还甘州。
长兴元年（930年）十二月，仁裕遣使翟未思三十余人，向后唐进贡马八十匹、玉一团。四年七月，仁裕再遣都督李未等三十人，向后唐进贡白鹘一联，明宗在广寿殿召对。清泰二年（935年）七月，仁裕遣都督陈福海已下七十八人，向后唐进贡马三百六十匹、玉二十团。八月，明宗命回鹘朝贡使、密录都督陈福海为怀化郎将，副使达奚相温为怀化司阶，监使屈密录阿拨为归德司戈，判官安均为怀化司戈。
後晋天福三年（938年）十月，仁裕遣使都督李万全等朝贡后晋，石敬瑭以李万全为归义大将军，监使雷福德为顺化将军。四年（939年）三月，仁裕又遣都督拽里敦来朝贡后晋。此月，石敬瑭命卫尉卿邢德昭持节册封仁裕为“奉化可汗”。五年（940年）正月，仁裕遣都督石海金等来进贡良马百驷、白玉团、白玉鞍辔等，答谢石敬瑭的封册。
后汉乾祐元年（948年）五月，仁裕遣使李屋等入朝进贡马和白玉、药物。七月，刘承祐以入朝使李屋为归德大将军，副使安铁山、监使末相温为归德将军，判官翟毛哥为怀化将军。
後周广顺元年（951年）二月，仁裕遣使和摩尼贡玉团一共七十有七人，白絺、貂皮、牦牛尾、药物等。周太祖郭威命除去旧法，任由回鹘来使私下交易，于是玉价贬值十之七八。显德六年（959年）二月，又遣使朝贡，献玉。他去世後，其子景琼继位。